# .dk
A .dk Dánia internetes legfelső szintű tartomány kódja. A tartományt a DK Hostmaster tartja karban.
Minden újonnan kérelmezett domainnevet el kell fogadnia egy elismert bejegyzésre jogosulttal. Utána a kérelmező kérheti, hogy a regisztrátor vagy a DK Hostmaster menedzselje az oldalt. A bejegyzett cím tartalmazhatja az alap karaktereken kívül a æ, ø, å, ö, ä, ü és é dán karaktereket is.

## Története
Az országkódot 1987. július 14-én hozta létre az ARPA Network Information Center. A Stanford Research Institute és a Koppenhágai Egyetem Datalogist Institutjánál működő Dán UNIX Használók Csoportja (DKUUG) menedzselte a végződést. Kezdetben az egyetemen belüli UNIX rendszer azonosítására használták, UUCP szabvánnyal működött.
1989-ben a DKUUG névhasználati szerződést kötött a három másik, akkor Dániában működő EAN, EARN és DECnet cégekkel. Megállapodtak, hogy a névteret megosztják az összes többi, általuk használt névtérrel, mint például a .uucp vagy a gov.uk, így mindent látnak ezek alatt.
A DKUUG 1991-ben létrehozott egy külön céget, a DK Hostmastert, hogy kézben tartsa a .dk teret a WWW létrejötte után.